# Besztercebányai püspökök listája
Az alábbi lista a Besztercebányai egyházmegye püspökeinek névsorát tartalmazza.
| Név                   | Funkció időszaka | Megjegyzés                                                                       |
| --------------------- | ---------------- | -------------------------------------------------------------------------------- |
| Berchtholdt Ferenc    | 1776–1793        |                                                                                  |
| Szerdahelyi Gábor     | 1800–1813        |                                                                                  |
| Makay Antal           | 1818–1823        | Veszprémi püspökké kinevezve                                                     |
| Belánszky József      | 1823–1843        |                                                                                  |
| Rudnyánszky József    | 1845–1850        |                                                                                  |
| Moyzes István         | 1851–1869        |                                                                                  |
| Szuppan Zsigmond      | 1870–1871        | Felszentelése előtt lemondott                                                    |
| Ipolyi-Stummer Arnold | 1871–1886        | Nagyváradi püspökké kinevezve                                                    |
| Bende Imre            | 1887–1893        | Nyitrai püspökké kinevezve                                                       |
| Rimely Károly         | 1893–1904        |                                                                                  |
| Radnai Farkas         | 1904–1920        | Hivataláról lemondatták                                                          |
| Marián Blaha          | 1920–1943        |                                                                                  |
| Andrej Škrábik        | 1943–1950        | 1941-től segéd püspök                                                            |
| Jozef Feranec         | 1973–1990        | Hivataláról lemondatták                                                          |

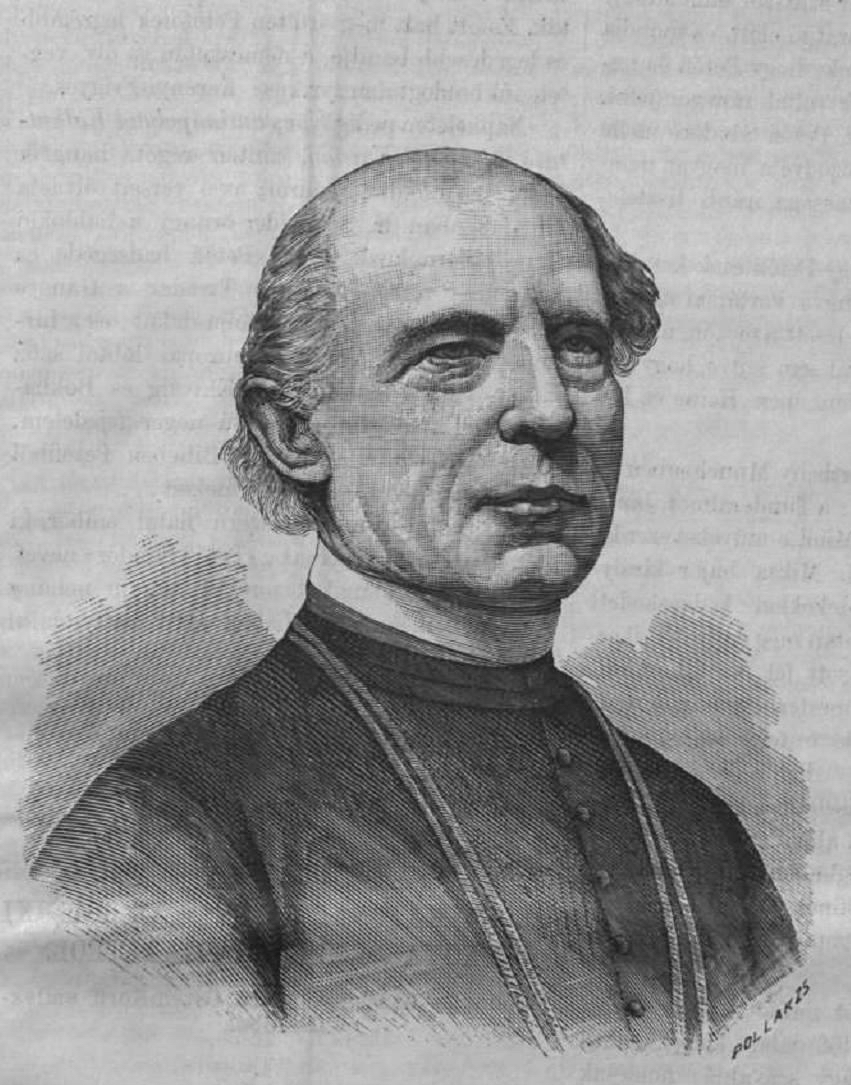
Bende Imre

| Rudolf Baláž          | 1990–2011        | - Peter Dubovský, segédpüspök (1991–1997) - Tomáš Galis, segédpüspök (1999–2008) |
| Marián Chovanec       | 2012–            |                                                                                  |